# 青山宗俊
青山 宗俊（あおやま むねとし）は、江戸時代前期の旗本、大名。信濃国小諸藩主、大坂城代、遠江国浜松藩初代藩主。官位は従四位下・因幡守。青山家宗家11代。

## 生涯
慶長9年（1604年）、徳川家譜代の重臣・青山忠俊の長男として誕生した。元和7年（1621年）、従五位下・因幡守に叙位・任官する。元和9年（1623年）に父が3代将軍・徳川家光の勘気を受けて蟄居になった際、父と共に相模国高座郡溝郷に蟄居した。
寛永11年（1634年）、家光から許されて再出仕する。寛永15年（1638年）12月1日に書院番頭に任じられ、武蔵・相模国内で3,000石を与えられて旗本となる。寛永21年（1644年）5月23日に大番頭に任じられる。正保5年（1648年）閏1月19日、信濃小諸において2万7,000石を加増され、合計3万石の大名となり、信濃小諸藩主となる。また本領とは別に信濃国内に幕府領1万5,000石を預かる。小諸藩では御影用水・新田の開削という大規模な工事に着手し、民衆も苦しんだが田地は増大して増産効果をもたらした。
寛文2年（1662年）3月29日、大坂城代に任じられたため、所領を2万石加増されて合計5万石の大名となった上で、所領を摂津国・河内国・和泉国・遠江・相模・武蔵などに移され、移封となる。寛文9年（1669年）12月26日、従四位下に昇叙する。延宝6年（1678年）に大坂城代を辞職し、8月18日に遠江浜松に移封となる。
延宝7年（1679年）2月15日、死去。享年76。跡を次男の忠雄が継いだ。

## 系譜
- 父：青山忠俊（1578年 - 1643年）
- 母：大久保忠佐の娘
- 側室：石橋氏
  - 次男：青山忠雄（1651年 - 1685年）
- 側室：大河原氏
  - 三男：青山忠重（1654年 - 1722年）
- 生母不明の子女
  - 男子：忠丸
  - 男子：青山貞俊
  - 五男：青山忠貴（1658年 - 1713年） - 青山忠重の養子
  - 女子：永井尚長正室、後半井成明室
- 養子
  - 女子：本多忠隆室 - 稲葉一通の娘